# فریمانت (نبراسکا)
فریمانت(به انگلیسی: Fremont) شهری در ایالت نبراسکا کشور ایالات متحده آمریکا است که جمعیت آن در سرشماری سال ۲۰۱۰ میلادی، ۲۶٬۳۹۷ نفر بوده‌است.